# Équations de Boussinesq

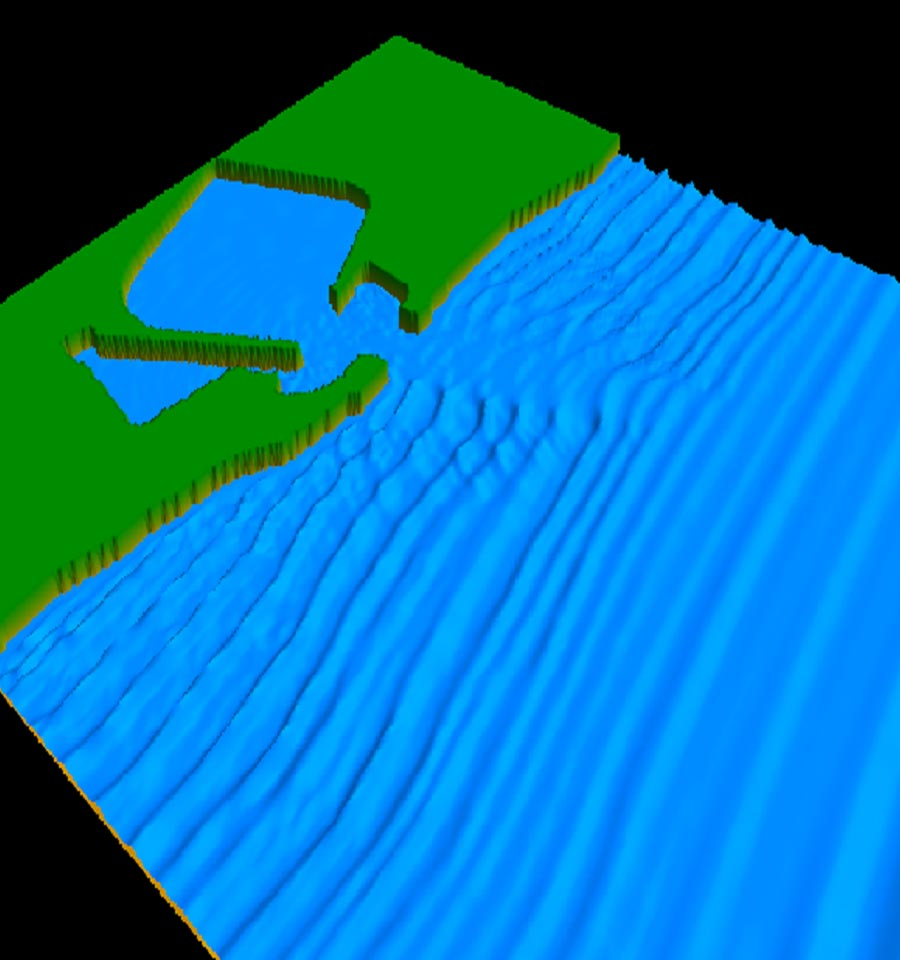
Ondes de gravité à l'entrée d'un port (milieu à profondeur variable).

Les équations de Boussinesq en mécanique des fluides désignent un système d'équations d'ondes obtenu par approximation des équations d'Euler pour des écoulements incompressibles irrotationnels à surface libre. Elles permettent de prévoir les ondes de gravité comme ondes cnoïdales, ondes de Stokes, houle, tsunamis, solitons, etc. Ces équations ont été introduites par Joseph Boussinesq en 1872 et sont un exemple d'équations aux dérivées partielles dispersives.

## Équations d'Euler pour un fluide incompressible irrotationnel soumis à un champ de gravité
Pour un écoulement incompressible irrotationnel la vitesse dérive d'un potentiel ψ. Les équations d'incompressibilité et de quantité de mouvement s'écrivent
{\displaystyle \nabla ^{2}\psi =0}
{\displaystyle \rho {\frac {\partial \psi }{\partial t}}+{\frac {1}{2}}\rho \,(\nabla \psi )^{2}+p+\rho gz=0}
où ρ est la masse volumique, p la pression, g la gravité et z l'altitude.
L'équation de quantité de mouvement contient des cas particuliers intéressants :
- milieu homogène ψ = 0 conduit à l'équilibre hydrostatique,
- milieu stationnaire {\displaystyle \textstyle {\frac {\partial \psi }{\partial t}}=0} conduit à l'équation de Bernoulli.

Par la suite on supposera la vitesse assez faible pour négliger l'énergie cinétique. On obtient ainsi l'expression de la pression
{\displaystyle p=-\rho {\frac {\partial \psi }{\partial t}}-\rho gz}

## Milieu à surface libre
Examinons un problème bidimensionnel. On désigne par s(x) l'altitude de la surface par rapport à sa valeur au repos z = 0.
Outre l'équation de continuité on peut écrire une seconde équation à la surface en dérivant la pression. Compte tenu d'une approximation de faible amplitude de l'onde, cette relation est appliquée en z = 0.
{\displaystyle \left.\left({\frac {\partial ^{2}\psi }{\partial t^{2}}}+g{\frac {\partial \psi }{\partial z}}\right)\right|_{z=0}=0}
Elle constitue une condition aux limites dynamique.
À ce système il faut adjoindre une condition aux limites au fond si celui-ci existe ou lorsque  {\displaystyle \textstyle z\rightarrow -\infty }  sinon.
La solution est cherchée sous forme d'ondes d'amplitude A en surface de pulsation ω et de nombre d'onde k
{\displaystyle \psi (x,z,t)=B(z)\,\mathrm {e} ^{j(kx-\omega t)}}
{\displaystyle s(x,t)=A\,\mathrm {e} ^{j(kx-\omega t)}}
On examine ci-après deux cas particuliers qui éclairent le problème.

### Milieu infiniment profond

Trajectoires d'une particule fluide. A pour un milieu infiniment profond, B pour une eau peu profonde.

La solution de l'équation de Laplace est ici une exponentielle décroissante
{\displaystyle \psi =-{\frac {jgA}{\omega }}e^{kz}e^{j(kx-\omega t)}}
l'équation en z = 0 donne la relation de dispersion
{\displaystyle \omega ={\sqrt {gk}}}
La vitesse de phase  {\displaystyle \textstyle v_{p}={\frac {\omega }{k}}={\sqrt {\frac {g}{k}}}}  est le double de la vitesse de groupe  {\displaystyle \textstyle v_{g}={\frac {\mathrm {d} \omega }{\mathrm {d} k}}={\frac {1}{2}}{\sqrt {\frac {g}{k}}}} : le milieu est dispersif.
En intégrant une première fois ψ on obtient les composantes verticale et horizontale de la vitesse. Une nouvelle intégration donne alors les composantes de la particule fluide qui vérifient
{\displaystyle \left({\frac {x-a}{A\mathrm {e} ^{kb}}}\right)^{2}+\left({\frac {z-b}{A\mathrm {e} ^{kb}}}\right)^{2}=1}
a et b < 0 sont des constantes d'intégration arbitraires.
Cette équation décrit un cercle centré en (a,b) dont le rayon Aekb diminue exponentiellement avec la profondeur b (voir figure).

### Fond plat
Pour un fond situé à l'altitude z = -h la solution de l'équation de Laplace est
{\displaystyle \psi =-{\frac {jgA}{\omega \cosh {(kh)}}}\cosh {[k(h+z)]}\mathrm {e} ^{j(kx-\omega t)}}
et la relation de dispersion
{\displaystyle \omega ^{2}=gk\tanh {(kh)}}
Dans la limite d'une eau peu profonde devant la longueur d'onde on a
{\displaystyle kh<<1\quad \Rightarrow \quad \tanh {(kh)}\simeq kh}
d'où
{\displaystyle \omega =k{\sqrt {gh}}}
qui décrit une propagation avec la vitesse  {\displaystyle c={\sqrt {gh}}}  : le milieu est non dispersif.
Dans ce cas les trajectoires des particules fluides sont des ellipses (voir figure) dont le rapport des deux demi-axes est  {\displaystyle \textstyle \tanh {[k(b+h)]}}  : avec la profondeur le mouvement devient rapidement un mouvement de va-et-vient à altitude quasi constante.
On notera que ce système correspond à un milieu dans lequel l'équilibre hydrostatique est vérifié, au moins au premier ordre. Il est décrit par les équations de Barré de Saint-Venant.

### Dérive de Stokes

Dérive de Stokes (houle en milieu profond).

Dérive de Stokes (ondes cnoïdales en faible profondeur).

On a linéarisé la condition limite en surface en la ramenant à z = 0. En réalité, il existe une vitesse de dérive de Stokes qui est une faible vitesse moyenne des particules fluides parallèlement à la surface (voir figures). Sa valeur peut être estimé à partir de considérations très générales
{\displaystyle V_{S}={\frac {1}{cT}}\int _{0}^{T}|\nabla \psi |^{2}\mathrm {d} t}
où T est la période de rotation de la particule fluide.
Dans le cas du milieu infiniment profond
{\displaystyle V_{S}={\frac {kgA^{2}}{c}}e^{-2kb}}
La dérive varie comme le carré de l'amplitude et l'inverse de la longueur d'onde. Elle diminue rapidement avec la profondeur.

## Propagation
Dans le cas général l'onde est décrite par
{\displaystyle s(x,t)=\int _{-\infty }^{+\infty }\mathrm {e} ^{j(kx-\omega t)}F(k)\mathrm {d} k}
où F représente la condition initiale. L'intégration est complexe car ω dépend de k et la fonction à intégrer est infiniment oscillante.

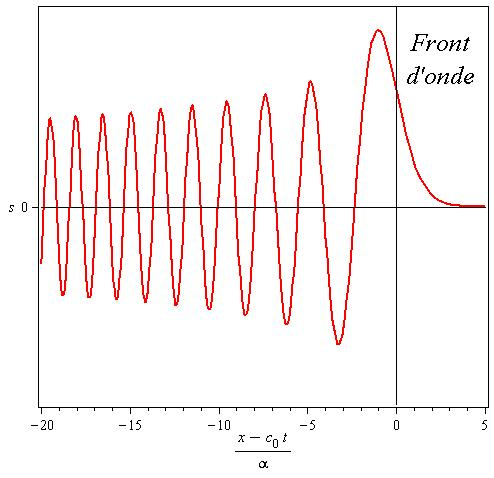
Onde d'Airy.

On peut cependant trouver des solutions à partir d'une approximation de ω obtenue en développant la tangente hyperbolique. Pour k petit
{\displaystyle \omega =kc_{0}\,{\sqrt {1-{\frac {1}{3}}(kh)^{2}}}\simeq kc_{0}-\gamma k^{3}\,,\quad c_{0}={\sqrt {gh}}\,,\quad \gamma ={\frac {h^{2}c_{0}}{6}}}
Alors, en utilisant la méthode de la phase stationnaire pour  {\displaystyle x\simeq c_{0}t}
{\displaystyle s(x,t)=F(k=0)\int _{-\infty }^{+\infty }\mathrm {e} ^{j[k(x-c_{0}t)+\gamma k^{3}t]}\mathrm {d} k}
La solution est une fonction d'Airy définie par
{\displaystyle \mathrm {Ai} (z)={\frac {1}{2\pi }}\int _{-\infty }^{+\infty }\mathrm {e} ^{j(sz+{\frac {1}{3}}s^{3})}\mathrm {d} s={\frac {1}{\pi }}\int _{0}^{\infty }\cos {(sz+{\frac {1}{3}}s^{3})}\mathrm {d} s}
et donc en prenant  {\displaystyle \textstyle s=k\alpha \,,\quad z={\frac {x-c_{0}t}{\alpha }}\,,\quad \alpha =\left(3\gamma t\right)^{\frac {1}{3}}}  il vient
{\displaystyle s(x,t)={\frac {2\pi F(0)}{\alpha }}\mathrm {Ai} \left({\frac {x-c_{0}t}{\alpha }}\right)}
L'onde est formée par un front se propageant avec la vitesse de groupe, suivi d'ondes dont l'amplitude décroît comme  {\displaystyle \textstyle (-z)^{\frac {1}{4}}}